# Phare de Borden Flats
Le phare de Borden Flats (en anglais : Borden Flats Light) est un phare actif situé sur Taunton River (en) à Fall River, dans le comté de Bristol (État du Massachusetts).
Il est inscrit au Registre national des lieux historiques depuis le 15 juin 1987 .

## Histoire
Au milieu du XIXe siècle, la ville de Fall River était devenue une ville d'usines textiles, avec des liaisons régulières par bateau à vapeur pour Providence, Rhode Island et New York. La ville est située à l'embouchure de la rivière Taunton où elle rencontre la Mount Hope Bay (en) , un bras de la baie de Narragansett.
Avant le phare, une balise de jour non éclairée avait été construite pour marquer l'emplacement d'un dangereux récif près du centre de la Mont Hope Bay, relativement peu profonde. En juin 1880, 25.000 $ furent affectés à la construction d'un nouveau phare à caisson à Borden Flats, constitué d'une tour en fonte de 15 m de hauteur et d'un logement de gardien. La lumière est entrée en service le 1er octobre 1881 avec une lentille de Fresnel de quatrième ordre produisant un feu rouge fixe à 14 m au-dessus du niveau moyen des hautes eaux. L'eau de pluie était collectée dans des gouttières et stockée dans une citerne située au niveau du sous-sol de la structure, fournissant ainsi l'eau du gardien.
Le phare, qui se trouve dans le chenal, a été secoué par l'ouragan de Nouvelle-Angleterre (1938). La tempête a provoqué une inclinaison prononcée de la structure, qu’elle a toujours. Un nouveau caisson plus large a ensuite été ajouté autour du caisson d'origine pour une protection supplémentaire.
En 1957, le phare a été électrifié et a été automatisé en 1963. En 1977, son objectif Fresnel a été retiré et remplacé par un objectif Vega VRB-25 moderne. La cloche à brouillard a été utilisée jusqu'en 1983, date à laquelle elle a été remplacée par une corne de brume électronique. Sous les auspices de la loi de 2000 du National Historic Lighthouse Preservation Act (en), le phare a été vendu aux enchères par le biais de l'administration des services généraux. Les nouveaux propriétaires ont prévu de restaurer complètement le phare et de le rendre disponible pour les visites publiques et l'hébergement.

## Description
Le phare  est une tour cylindrique en fonte, avec deux galeries circulaires et une lanterne de 15 m de haut, surmontant un caisson immergé en fonte et béton. La tour est peinte en blanc avec une bande horizontale rouge, la lanterne avec un toit rouge. Il émet, à une hauteur focale de 14 m, un bref éclat blanc de 0.3 secondes par période de 2.5 secondes. Sa portée est de 11 milles nautiques (environ 20 km) pour le feu blanc.
Il est aussi équipé d'une corne de brume radiocommandée émettant un blast par période de 10 secondes.

## Caractéristiques dufeu maritime
Fréquence : 2.5 secondes (W)
- Lumière : 0.3 seconde
- Obscurité : 2.2 secondes

Identifiant : ARLHS : USA-072 ; USCG : 1-18925 - Amirauté : J0576 .
|          |
| Le phare |

### Lien connexe
- Liste des phares du Massachusetts